# Nuevo San Antonio, Ocozocoautla de Espinosa
Nuevo San Antonio är en ort i Mexiko.   Den ligger i kommunen Ocozocoautla de Espinosa och delstaten Chiapas, i den sydöstra delen av landet, 700 km öster om huvudstaden Mexico City. Nuevo San Antonio ligger 921 meter över havet och antalet invånare är 187.
Terrängen runt Nuevo San Antonio är kuperad åt nordost, men åt sydväst är den platt. Runt Nuevo San Antonio är det ganska glesbefolkat, med 40 invånare per kvadratkilometer. Närmaste större samhälle är Ocozocoautla de Espinosa, 6,0 km sydost om Nuevo San Antonio. Omgivningarna runt Nuevo San Antonio är en mosaik av jordbruksmark och naturlig växtlighet.